# Mona der Vampir
Mona der Vampir (Originaltitel: Mona le Vampire bzw. Mona the Vampire) ist eine kanadische Zeichentricksendung, die 1999 bis 2003 produziert wurde. Sie handelt von einem zehnjährigen Mädchen und seinen zwei Freunden im gleichen Alter, die hinter rätselhaften Vorgängen immer das Wirken von übersinnlichen Kräften vermuten. Dann malen sie sich in ihrer Fantasie aus, wie sie die Monster, Geister, Vampire und ähnliche Schauergestalten bekämpfen und kommen so der Lösung des Rätsels auf die Spur.

## Charaktere
- Mona Parker ist ein junges Mädchen mit viel Phantasie und einer Vorliebe für Monsterfilme und Gruselgeschichten und überzeugt davon, dass ihre Stadt von Monstern heimgesucht wird. Sie hat braune Haare und rote Schleifen an den Seiten der Stirn und ist sozusagen die Anführerin der Gruppe mit ihren zwei Freunden Charley und Lily. Wenn sie auf Geisterjagd geht, dann trägt sie ihr Vampirkostüm: einen Umhang, einen roten Pullover und zwei spitze Zähne. Ihre Haare sind dann schwarz, und sie hat fünf geflochtene Haarteile, die am Ende mit roten und gelben Zöpfen verziert werden.
- Charley Bones, der Bücherwurm, ist Monas bester Freund. Er hat blonde kurze Haare und trägt eine Brille. Er ist sehr ängstlich, wenn ein Monster aufkreuzt. Sein Kostüm, mit dem er sich Turbo-Man (im Original: Zapman) nennt, ist grün und erinnert an einen Grashüpfer.
- Lily Duncan ist ihre beste Freundin. Bevor sie Mona kennenlernte, war sie sehr schüchtern und ruhig. Auch überdeckten die Haare ihre Augen. Sie hat rotbraune Haare und trägt einen lila Haarreif. Ihr Kostüm erinnert an eine Prinzessin mit blonden langen Haaren. Wenn sie es trägt, nennt sie sich Prinzessin Gigantia (im Original: Princess Giant).
- Zähnchen (im Original: Fang) ist Monas Katze und begleitet sie bei vielen Abenteuern. Auf Geisterjagd lässt Mona sie Fledermausflügel tragen.

- Miss Madeleine Gotto ist Monas Lehrerin. Sie leidet des Häufigeren unter Angstattacken und hat nicht viel für Monas Faszination für Geister und Monster übrig. Sie verliebt sich leicht und bevorzugt in der Schule des Öfteren Angela.

## Produktion und Veröffentlichung
Die Serie wurde 1999 bis 2003 von Alphanim unter der Regie von Louis Piché produziert. Die Musik komponierte Marco Giannetti, für den Schnitt war Nathalie Rossin verantwortlich. Die Serie wurde erstmals ab dem 13. September 1999 von YTV in Kanada ausgestrahlt. Später folgten Ausstrahlungen in den USA, Frankreich und Großbritannien. Die deutsche Erstausstrahlung begann am 29. Juli 2000 beim ZDF.

## Synchronisation
Die deutsche Synchronisation entstand nach einem Dialogbuch und unter der Dialogregie von Henning Stegelmann durch die Synchronfirma Studio Funk in Hamburg.
| Rolle                        | Originalsprecher                                 | Deutscher Sprecher |
| ---------------------------- | ------------------------------------------------ | ------------------ |
| Mona Parker (Der Vampir)     | Emma Taylor-Isherwood                            | Angela Quast       |
| Charley Bones (Zapman)       | Justin Bradley (1999–2002) Evan Smirnow (2003)   | Sylvie Nogler      |
| Lily Duncan (Princess Giant) | Carrie Finlay                                    | Saskia Bellahn     |
| Angela Smith                 | Tia Caroleo                                      |                    |
| George Dumol                 | Oliver Grainger (1999–2002) James Harbour (2003) |                    |
| Miss Madeleine Gotto         | Jennifer Seguin (1999–2003)                      |                    |